# Маркос Роша
Маркос Луїс Роша Акіно (порт. Marcos Luis Rocha Aquino 11 грудня 1988, Сеті-Лагоас, Мінас-Жерайс) — бразильський футболіст, правий захисник «Палмейраса».

## Біографія
Вихованець «Атлетіко Мінейро», за основу дебютував в 2006 році. З 2008 по 2012 рік часто віддавався в оренду в різні бразильські команди. Зокрема, в 2011 році виступав за інший клуб з Белу-Орізонті, «Америку».

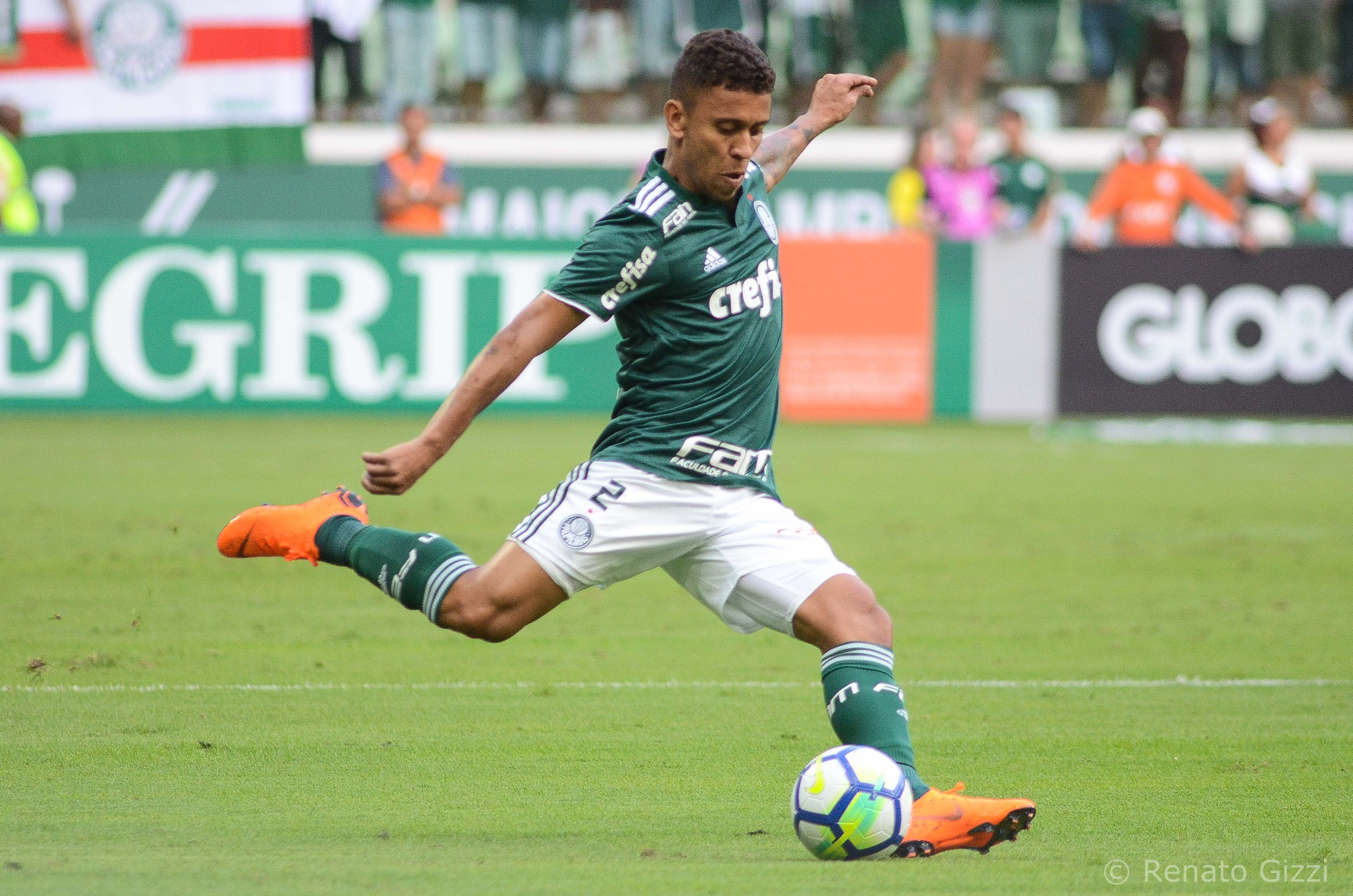
Маркос Роша під час виступів за «Палмейрас». 2018 рік.

За підсумками сезону 2011 року Роша увійшов до символічної збірної чемпіонату Бразилії, захисник зробив 12 гольових передач і став другим за цим показником, а «Атлетіко Мінейро» став чемпіоном штату Мінас-Жерайс. У чемпіонатах Бразилії 23-річний Роша до того моменту провів 71 матч, забив 5 м'ячів і зробив 24 гольові передачі. До гравця проявили інтерес такі клуби, як «Рубін», іспанське «Атлетіко Мадрид» і англійський «Ньюкасл Юнайтед», втім він залишився у рідному клубі.
З 2012 року Маркос Роша був стабільно основним гравцем команди, в складі якої в 2013 році став переможцем Кубка Лібертадорес, а наступного року виграв Рекопу Південної Америки та Кубок Бразилії.
З 2018 року став виступати за «Палмейрас», якому у перший же рік допоміг стати чемпіоном Бразилії. У 2020 році з клубом виграв Лігу Паулісту, а Кубку Лібертадорес Маркос Роша провів дев'ять матчів і вдруге в своїй кар'єрі виграв цей найпрестижніший континентальний турнір.

## Збірна
Тренер збірної Бразилії Мано Менезес двічі викликав Маркоса в розташування збірної, але тоді дебютувати захисник за «селесао» так і не зміг. Лише за наступного тренера, Луїса Феліпе Сколарі Маркос Роша у 2013 році зіграв за бразильську збірну дві товариські гри — проти Чилі (2:2) та Австралії (6:0).

## Досягнення
- Чемпіон штату Сан-Паулу (2): 2020, 2022
- Чемпіон штату Мінас-Жерайс (5): 2012, 2013, 2015, 2016, 2017
- Чемпіон Бразилії (1): 2018
- Володар Кубка Бразилії (2): 2014, 2020
- Володар Кубка Лібертадорес (3): 2013, 2020, 2021
- Переможець Рекопи Південної Америки (2): 2014, 2022
- Володар Суперкубка Бразилії (1): 2023